# Wolfango (gruppo musicale)
I Wolfango sono un gruppo musicale italiano fondato a Milano nel 1993 e sciolto nel 2001 per poi riformarsi nel 2006. La loro musica è oggi considerata seminale e fine d'ispirazione per parte del cantautorato indie rock degli anni successivi.

## Storia

### 1993-2001: I Wolfango al CPI
(Giovanni Lindo Ferretti per il lancio del primo album dei Wolfango)
Il gruppo nasce dall'incontro di Marco e Sofia all'Accademia di belle arti di Brera, che avviene agli inizi del 1991. Nei mesi di maggio, giugno e luglio cominciano a suonare in una sala prove vicino a Sesto San Giovanni con Albert Brasseur, ex batterista degli Anemic Cinema e optano per il basso al posto della chitarra. Dopo un anno si fermano ma il bisogno è ancora più forte; Vogliono essere un gruppo e avere un nome: Wolfango.
Wolfango originariamente doveva essere il nome del figlio di Marco e Sofia ma poi optarono per chiamarlo Thomas, quindi Wolfango diventò il nome della band.
Vengono formati ufficialmente nel 1993 e la formazione vede Sofia Maglione alla voce e cori, Marco Menardi voce e basso e da Albert Brasseur alla batteria.
Il gruppo destò attenzione per l'originale proposta naif in un periodo un po' troppo serioso dell'underground musicale italiano. Nel 1995 furono inseriti nella compilation Soniche Avventure Volume I (Fridge Records) con il brano Bevila. Vennero poi scoperti da Giovanni Lindo Ferretti tramite una cassetta di un loro concerto che, sorpreso dalla loro originalità, procurò loro un contratto con il Consorzio Produttori Indipendenti.
Verso la fine del 1995 Albert Brasseur lascia il gruppo e viene sostituito da Bruno Dorella, alla sua prima esperienza da batterista. È proprio da questo momento che Dorella inizia ad usare la sua caratteristica batteria minimale, composta da rullante, timpano, ride e crash.
L'esordio avvenne nel 1997 con l'album omonimo pubblicato dall'etichetta sussidiaria I Dischi del Mulo. Il disco è caratterizzato da sonorità grezze e primitive, voci volutamente stonate, testi surreali, un cantato vicino all'intonazione e uso di provocazioni e non-sense come nel brano Ozio che sarà il primo singolo estratto dall'album. Il videoclip di Ozio otterrà un buon successo diventando video pin-up sulle reti musicali Videomusic, Tmc2 e MTV e che li porterà a suonare al programma televisivo di divulgazione musicale Com'è su Tele +, al programma Il Muro su Odeon TV, al programma musicale Help condotto da Red Ronnie ed all'MTV Sonic nel 1997.
Dopo il tour, nel 1998, Dorella abbandona il gruppo per dedicarsi ad altri progetti e viene rimpiazzato da Cristiano Marcelli ex batterista dei Santo Niente.
(Cristiano Marcelli)
Così, con questa formazione nel 1999 esce il secondo album, Stagnola, che però non riesce a sorprendere come il precedente sia per il mancato effetto sorpresa che per una produzione più professionale (curata da Giorgio Canali). Dopo una serie di concerti, nel 2001, dopo aver rilasciato Nudi e Fiori, due brani inediti prodotti sempre da Canali, il gruppo decide di prendersi una pausa.
Dei componenti del gruppo, Dorella ha continuato l'attività in campo musicale sia come musicista all'interno di altre formazioni, quali Lava, OvO, Ronin e Bachi da pietra, e come produttore discografico con l'etichetta Bar La Muerte,, Cristiano Marcelli ha aperto una scuola di danza,
e Marco Menardi ha fondato un progetto solista chiamato Re Beluga

### 2006: La reunion e i nuovi dischi
(Marco Menardi)
Il gruppo si ricostituisce per una serie di concerti all'inizio del 2006 con Menardi che passa alla chitarra e, vista l'assenza di un batterista, alla grancassa e nel 2008 pubblicano l'EP È sempre meglio che sia un albero di mele interamente autoprodotto su CD-r. Nel 2009 fa seguito un secondo EP autoprodotto, Wolfango EP, contenente sei tracce registrate in casa su musicassetta, in seguito riversate su supporto digitale e distribuiti durante i loro concerti, e successivamente, nel 2010, esce un altro EP.
Dal secondo EP viene realizzato il videoclip de La nuova scena indipendente mi deprime girato con telecamera super 8 e poi riversato in digitale.
La scenografia del video è opera di Marco Menardi, che compare sulla destra nelle vesti di orsetto musicista. Al suo fianco Sofia Maglione, trasformata da Marco in fatina turchina.
Nelle ultime date si è aggiunto al duo Thomas, il figlio di Sofia e Marco, che spesso sale sul palco cantando qualche pezzo o facendo i cori.
Nel 2017 esce Alza su yeah, il loro terzo album di inediti, registrato in casa nella stessa modalità degli EP con l'aggiunta di una batteria elettronica.
In questi ultimi anni Marco si è dedicato al suo progetto solista Re Beluga con il quale ha pubblicato due album di inediti registrati su cassetta e successivamente riversati su CD. La particolarità di questo progetto è che Marco è l'unico componente del progetto, e quindi salendo sul palco con chitarra e una batteria casalinga (una valigia usata come una grancassa e una scatola di biscotti usata come rullante) è a tutti gli effetti una one man band.

## Formazione

### Formazione attuale
- Marco Menardi - voce, chitarra, basso, grancassa, kazoo, armonica, pianoforte, drum machine, produzione, batteria [13] (1991, 1993-2001, 2006-oggi)
- Sofia Maglione - voce, cori, tastiere (1991, 1993-2001, 2006-oggi)

Turnisti
- Thomas Menardi - voce, cori e talvolta chitarra (2011-oggi)

### Ex componenti
- Albert Brasseur - batteria (1991, 1993-1995)[4]
- Bruno Dorella - batteria (1995-1998)
- Cristiano Marcelli - batteria, cori, chitarra [14] (1998-2001)

## Discografia

### Album in studio
- 1997 - Wolfango
- 1999 - Stagnola
- 2017 - Alza su yeah

### EP
- 2008 - È sempre meglio che sia un albero di mele
- 2009 - Wolfango EP

### Singoli
- 1997 - Ozio
- 1999 - Se tu
- 2010 - La nuova scena indipendente mi deprime

### Compilation e partecipazioni
- 1995 - Soniche avventure I (Fridge Records) [15]
- 1997 - Manipolazioni - "Progetto Audioalchemico" (Acid Folk Alleanza)
- 1998 - Videolabile 2 (Consorzio Produttori Indipendenti)
- 2018 - Il giardino che non vedi (Üstmamò) [16]

### Videoclip
- 1997 - Ozio
- 1999 - Se tu
- 2010 - La nuova scena indipendente mi deprime

### Inediti
- 1995 - Bevila [17]
- 2001 - Nudi [18]
- 2001 - Fiori
- 2013 - Alleluia [19]
- 2013 - Treno di ieri
- 2013 - Dove si va
- 2013 - Tutti allo zoo